# Zatopek (časopis)
Zatopek magazine je belgický běžecký čtvrtletník, který je pojmenovaný po legendárním českém běžci Emilu Zátopkovi.

## Historie
Časopis Zatopek vychází od roku 2007 a má náklad 20 000 výtisků pro Francii, v Belgii je vydáván v polovičním množství. K dostání je také ve Švýcarsku a v Kanadě. Základním jazykem je francouzština, internetové stránky jsou ale také v nizozemštině. Podle ředitele časopisu Zatopek magazine Jean-Paula Brouwiera si redakce vybrala jméno českého běžce nejen kvůli jeho neuvěřitelným sportovním výkonům, ale také pro jeho občanské postoje a otevřenou povahu člověka, který si snadno získával přátele.
Aby v Belgii mohl časopis nosit Zátopkovo jméno, oslovili paní Zátopkovou, která dala souhlas s použitím jména a měla z projektu velkou radost.